# أثينا دونالد
أثينا دونالد (بالإنجليزية: Athene Donald) (و. 1953 – م) هي فيزيائية، وأستاذة جامعية، وكيميائية من المملكة المتحدة .
وهي عضوة في الجمعية الملكية، والجمعية الفيزيائية الأمريكية .

## جوائز
حصلت على جوائز منها:
- زميل في الجمعية الملكية
- Dame Commander of the Order of the British Empire
- L'Oréal-UNESCO Awards For Women in Science.